# Ophrys potentissima
Ophrys potentissima är en orkidéart som beskrevs av Stefan Hertel och Helmut Presser. Ophrys potentissima ingår i ofryssläktet, och familjen orkidéer.
Artens utbredningsområde är Italien. Inga underarter finns listade i Catalogue of Life.